# モチベーション検証
モチベーション検証はスマートフォンアプリのα版、β版実装直後に「ユーザーレポート」を取り入れるという、日本独自の開発フェーズ。略称「モチ検」。昨今の個人の嗜好の多様性に伴い、従来の手法では想定できないユーザビリティの変化・動向を把握するのに重要な役割を果たす。
スマートフォンアプリに求められる要素として利便性のみならず、ストレスなく使えるか否かが重要とされている。具体的なユーザーレビューを得ることで、開発側の視点ではなくユーザーの視点での改善が可能となる。
検証評価手法は、定性的手法と定量的手法に大きく分けることができるが、定性的手法は個々のインタフェースの具体的な問題点を発見するために用いられ、定量的手法は複数のインタフェースを比較する場合に用いられる。

## 特徴
基本的には想定属性からユーザーを選定して、クローズド環境によるリリース前タイトル/機能のユーザーレビューの実施。
ユーザーによる率直なレビューを参考に開発内容を変更していく。
スマートフォンアプリの面白さを検証することが多く、
評価対象者は、ゲームのプレイ歴・年齢・性別等の様々なセグメント別で選択して行う、
などの特徴がある。

## 評価手法

### 操作動画（画像）評価
1. 画面をキャプチャし、それぞれどのくらい時間がかかったかを記録する
2. オペレーション（運指）動画を撮影し、操作に困った箇所を操作者の音声で録音する
3. 操作に困った箇所のキャプチャを撮影し、テキスト文章にて評価する

### 項目別評価
1. 面白さ、操作性、課金への意欲、ログイン訴求など様々な項目を点数評価する
2. 評価点数をレーダーチャートにて視覚化し、改善項目の洗い出しを行う

### テキスト評価
1. アプリを操作しユーザーとして感じた事をテキスト文書にてレポーティングする
2. 類似アプリなどと比べた時の改善点などをテキスト文書にてレポーティングする

## 背景
スマートフォンアプリ市場では多くのアプリが配布されており、その市場は2014年でも約1.6兆円とも言われている。しかし、アプリプランナーにとってユーザーがアプリに対して意欲的であってくれるか、あり続けてくれるかどうかを測り知ることは単純ではない。また各ユーザーの年齢、性別のほか、嗜好、背景、環境、タイミングなどによりその意欲も変化する。ユーザーのプレイ意欲を事前に全て感知することは不可能であり、感知したとしても逆にパブリシャーの意図に操られているようで、気分のいいものではない。これらをプレイ意欲の継続条件として捉え、その評価検証をアプリの発表、配布前に行いレポーティングすることにより、利用頻度、継続率の向上、フレンド誘致の向上が期待される。